# Константинеску, Мария
Мария Константинеску (рум. Mariana Constantinescu; 5 июля 1956) — румынская гребчиха, бронзовый призёр Олимпийских игр 1980 года в Москве.

## Биография
На Олимпийских играх 1980 года Мария в составе экипажа восьмерки (Апостяну, Предеску-Загони, Фрынту, Букур, Пушкату, Ильюцэ, Бондар) с рулевой Еленой Добрицой пришла к финишу третьей с результатом 3:05.63.